# Nosatcovití
Nosatcovití (Curculionidae) jsou největší čeledí brouků. Řadí se k nim více než 60 000 druhů brouků ve více než 400 rodech. Vzhledem k velkému množství druhů existuje i řada neshod o jejich klasifikaci.
Nosatci jsou snadno rozeznatelní dlouhým nosem a tykadly s malými „kyji“ na konci. Kromě těchto podobných rysů se ovšem vyznačují velkou rozmanitostí tvarů, barev a velikostí od 1 mm do 40 mm. 
Jsou takřka výlučně býložraví a většina z nich žije jen z omezeného množství hostitelských rostlin, často pouze na jediném druhu. Někteří nosatci jsou také známi jako výluční opylovači cykasů.
Řada nosatců je považována za škodlivý hmyz na polích a ve skladech potravin, nicméně v některých případech jsou využíváni i k přirozenému snižování stavů invazních druhů rostlin.

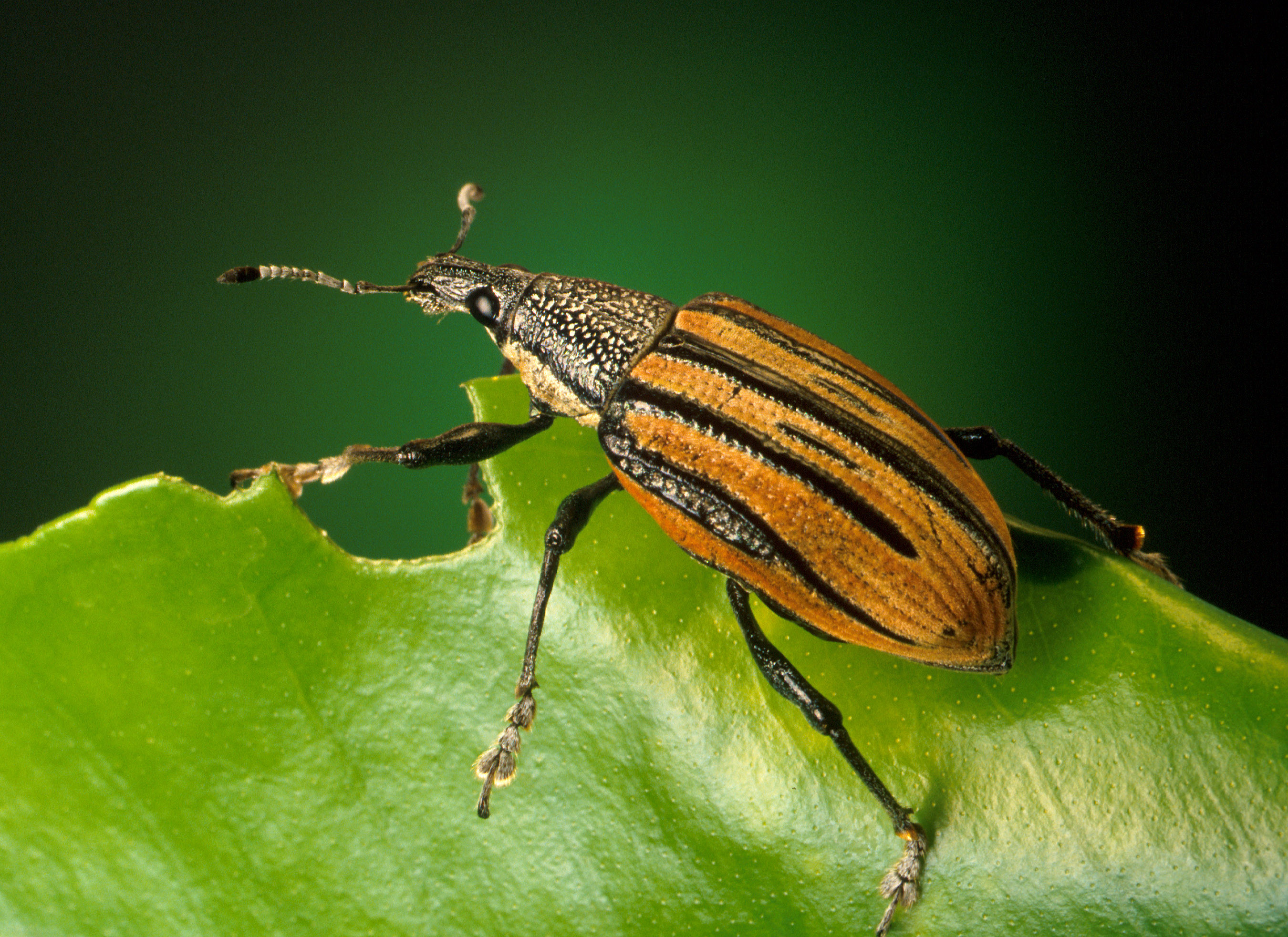
Diaprepes abbreviatus napadá kořeny citrusů

## Objevy v jantaru
V roce 1993 publikoval entomolog George Poinar Jr. a jeho kolegové studii, ve které se uvádí, že z tělíčka nosatcovitého brouka, uvězněného po dobu 120–135 milionů let v libanonském jantaru extrahoval dvě sekvence původní DNA brouka. To však pozdější výzkumy nepotvrdily. Nosatcovití brouci nicméně patří k poměrně často nalézaným druhům hmyzu zalitým kdysi pryskyřicí, a tedy zachovaným v jantaru.

## Podčeledi

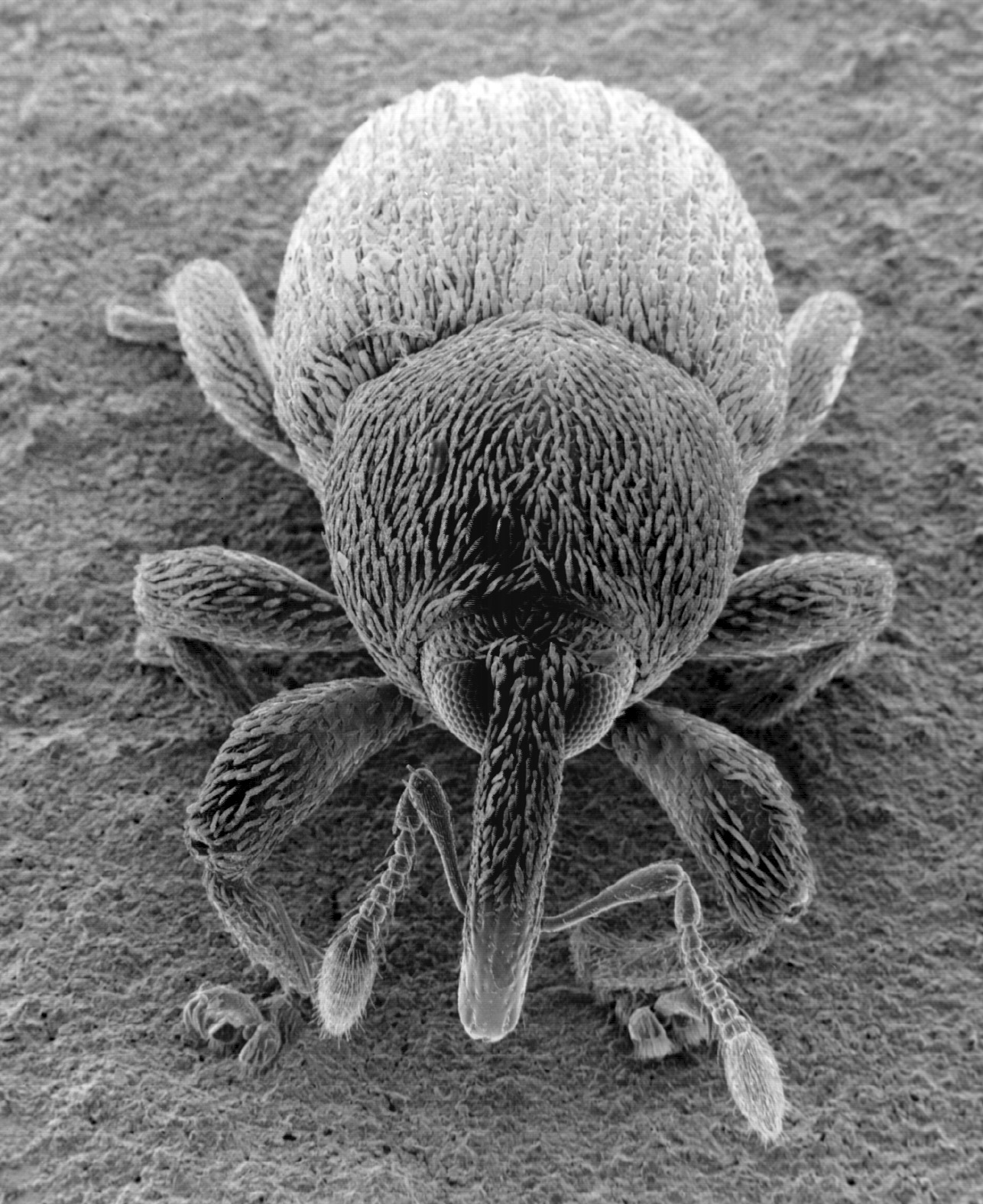
Fotografie nosatce z elektronového mikroskopu

- Bagoinae
- Baridinae
- Ceutorhynchinae
- Conoderinae
- Cossoninae
- Cryptorhynchinae
- Curculioninae
- Cyclominae
- Dryophthorinae
- Entiminae
- Erirhininae
- Gonipterinae
- Hyperinae
- Lixinae
- Mesoptiliinae
- Molytinae: Tranes, Miltotranes
- Orobitidinae
- Platypodinae
- Raymondionyminae
- Kůrovci – Scolytinae